# Fors (Deux-Sèvres)
Fors település Franciaországban, Deux-Sèvres megyében. Lakosainak száma 1812 fő (2022. január 1.). Fors Aiffres, Granzay-Gript, Juscorps, Marigny, Saint-Martin-de-Bernegoue és Saint-Symphorien községekkel határos.

## Népesség
A település népességének változása:
| Lakosok száma | 1774 | 1784 | 1843 | 1795 | 1802 | 1811 | 1824 | 1844 | 1812 |
|               | 2013 | 2015 | 2016 | 2017 | 2018 | 2019 | 2020 | 2021 | 2022 |